# Conus kersteni
Espèce
Statut de conservation UICN

 NT  : Quasi menacé
Conus kersteni est une espèce de mollusques gastéropodes marins de la famille des Conidae.
Comme toutes les espèces du genre Conus, ces escargots sont prédateurs et venimeux. Ils sont capables de « piquer » les humains et doivent donc être manipulés avec précaution, voire pas du tout.

## Description
La taille de la coquille varie entre 18 mm et 25 mm.

## Distribution
Cette espèce est présente dans l'océan Atlantique au large de l'île de São Nicolau, au Cap-Vert.

### Niveau de risque d’extinction de l’espèce
Selon l'analyse de l'UICN réalisée en 2011 pour la définition du niveau de risque d'extinction, cette espèce est endémique aux îles du Cap-Vert où elle se trouve à Tarrafal au large de la côte sud-ouest de l'île de São Nicolau. Il existe plusieurs signalements épars de l'espèce autour de l'île. Le centre de distribution se trouve au large d'une petite ville avec un port, avec de faibles niveaux de pollution (eaux usées, ruissellement et déversements d'hydrocarbures). Les autres sites sont moins accessibles car il n'y a pas de route reliant la ville principale. Cette espèce est très limitée dans son aire de répartition et aucune mesure de conservation connue n'est actuellement en place. L'espèce est évaluée comme quasi menacée sur une base de précaution en raison de sa petite aire de répartition, du nombre restreint de sites et du faible niveau de menaces.

## Taxonomie

### Publication originale
L'espèce Conus kersteni a été décrite pour la première fois en 2008 par les malacologistes Manuel Jimenez Tenorio (d) (1965-), Carlos Manuel Lourenço Afonso (d) (1973-) et Emilio Rolán Mosquera (d) (1935-) dans la publication intitulée « Vita Malacologica »,.

### Synonymes
- Africonus kersteni (Tenorio, Afonso & Rolán, 2008) · appellation alternative
- Conus (Lautoconus) kersteni Tenorio, Afonso & Rolán, 2008 · non accepté